# Sant Pau de Segúries
Sant Pau de Segúries är en kommun och ort i Spanien. Den ligger i grevskapet Ripollès i provinsen Província de Girona i regionen Katalonien, i den östra delen av landet, 500 km öster om huvudstaden Madrid. Sant Pau de Segúries ligger 867 meter över havet och antalet invånare är 688.